# Niemiecka Wieś (Gawłów)
Niemiecka Wieś (d. Nowy Gawłów, Gawłów Nowy, Neu-Gawłów) – część wsi Gawłów w Polsce, położona w województwie małopolskim, w powiecie bocheńskim, w gminie Bochnia. Znajduje się na Podgórzu Bocheńskim, na prawym brzegu rzeki Raba. Stanowi południową część wsi.
Dawna kolonia niemiecka. W latach 1975–1998 miejscowość administracyjnie należała do województwa tarnowskiego. 